# 多胡昭彦
多胡 昭彦（たご あきひこ、1932年 - )は日本のアマチュア天文家で、いくつかの彗星や新星を発見したコメットハンターである。
岡山県津山市で観測を行い、いくつかの彗星や新星の発見者となった。1996年に設立された岡山県柵原町の町立のさつき天文台で天文学の普及に尽くした。
発見し命名された彗星としては、C/1968 H1 多胡・本田・山本彗星、C/1969 T1 多胡・佐藤・小坂彗星、C/1987 B1 西川・高見沢・多胡彗星がある。ほかにもC/1970 U1 鈴木・佐藤・関彗星を独立発見している。
新星もV2313 Oph(へびつかい座新星1994)からV5592 Sgr(いて座新星2012 no.3　ただし発見順が遅く発見者に数えない場合あり）にかけて8個発見している。
2006年、はくちょう座の観測中に重力マイクロレンズ現象により天体が一時的に明るく見える現象を、初めて観測した。多胡天体、多胡事象とも呼ばれたこの現象では恒星GSC 3656-1328が2週間の間で突然4等級ほど明るくなりその後元の明るさになるのが確認された。赤色矮星か褐色矮星がGSC 3656-1328の前面を通過したことによって、重力マイクロレンズ現象が起きたと考えられている。
| C/1968 H1 多胡・本田・山本彗星        | 1968年4月30日  |     |
| C/1969 T1 多胡・佐藤・小坂彗星        | 1969年10月10日 |     |
| C/1970 U1 鈴木・佐藤・関彗星          | 1970年10月20日 | [1] |
| C/1987 B1 西川・高見沢・多胡彗星      | 1987年1月20日  |     |
| - [1] 3番目までに発見者になれず非命名 |                |     |

| へびつかい座V2313星(へびつかい座新星1994)      | 1994年6月1日   |     |
| わし座V1493星(わし座新星1999)                  | 1999年7月13日  |     |
| はくちょう座V2275星(はくちょう座新星2001 no.2) | 2001年8月18日  |     |
| とも座V574星(とも座新星2004)                   | 2004年11月20日 |     |
| はくちょう座V2467星(はくちょう座新星2007)      | 2007年3月15日  |     |
| へびつかい座V2615星(へびつかい座新星2007)      | 2007年3月20日  | [1] |
| こぎつね座V459星(こぎつね座新星2007)           | 2007年12月26日 | [1] |
| いて座V5592星(いて座新星2012 no.3)             | 2012年7月7日   | [1] |
| - [1] 発見順が遅く発見者に数えない場合あり     |                |     |